# Co Hoedeman
Jacobus-Willem Hoedeman, dit Co Hoedeman, est un cinéaste d'animation néerlando-canadien né le 1er août 1940 à Amsterdam (Reichskommissariat Niederlande) et mort le 26 mai 2025 à Montréal au Canada. Il reçoit en 1978 l'Oscar du meilleur court-métrage d'animation.

## Biographie
À l'âge de 15 ans, Co Hoedeman décide de quitter l'école pensant qu'il y perdait son temps. Avec l'accord de sa mère, il commence à travailler comme préposé à la retouche de photographies tout en prenant des cours du soir aux Beaux Arts d'Amsterdam et à l'école de photographie de La Haye. Pendant 10 ans, étant employé chez Multifilm et Cinecentrum, il acquiert des connaissances cinématographiques. Alors qu'il travaille chez Multifilm, il est convoqué pour le service militaire obligatoire où il se trouve responsable du Département de Cinéma. Pendant deux ans, il se dédie à la production de documentaires éducatifs pour l'armée. Il retourne ensuite au travail dans la même entreprise, qui s'appelait alors Cinecentrum. Co Hoedeman commence à s'intéresser à l'animation en volume aux Pays-Bas dans les années 1950.  
Il s'établit en 1965 au Canada, où il est embauché à l'Office national du film du Canada en tant qu'assistant à la production. Co Hoedeman rejoint d'autres réalisateurs tels que Jacques Drouin, Michèle Cournoyer, Suzanne Gervais et Yves Leduc à la Production française de l'ONF. Il réalise son premier film en 1968. En 1971, l'ONF l'envoie au studio de Bretislav Pojar à Prague pour y suivre une formation en animation de marionnettes.
Co Hoedeman meurt à Montréal le 26 mai 2025 à l'âge de 84 ans.

## Œuvre
Co Hoedeman est influencé par le travail des cinéastes d'animation Jiri Trnka et Norman McLaren . Il accorde une attention particulière aux matériaux, ceux-ci permettant de définir la personnalité de ses personnages, comme l'indique déjà son premier film personnel, Maboule, et son protagoniste en fil de fer.

## Filmographie
- 1969 : Maboule
- 1969 : La Dérive des continents
- 1970 : Matrioska
- 1971 : Le Hibou et le Lemming : une légende eskimo
- 1972 : Tchou-tchou
- 1973 : Le Hibou et le Corbeau : une légende eskimo
- 1975 : Lumaaq : une légende eskimo
- 1975 : L'Homme et le Géant : une légende eskimo
- 1977 : Le Château de sable
- 1980 : Le Trésor des Grotocéans
- 1987 : Charles et François
- 1989 : La Boîte (The Box)
- 1992 : L'Ours renifleur
- 1997 : Le Jardin d'Écos
- 1998 - 2002 : Quatre saisons dans la vie de Ludovic
- 2004 : Le Théâtre de Marianne
- 2011 : 55 chaussettes
- 2014 : La Bille bleue
- 2016 : Le Cardinal

## Récompenses
- Exposition internationale du film pour enfants 1969 : Médaille d'argent pour Maboule
- Festival du film à format réduit 1970 : Coupe - catégorie: film expérimental pour Maboule
- Itinérant - American Film and Video Festival 1971 : Prix Blue Ribbon pour Matrioska
- Festival international du film d'animation 1973 : Mention spéciale - catégorie: films pour enfants pour Tchou-tchou
- BAFTA / British Academy of Film & Television Awards 1974 : Meilleur film d'animation pour Tchou-tchou
- International Animation Festival 1974 : Praxinoscope d'or - premier prix - catégorie: films pour enfants pour Tchou-tchou
- International festival du film pour enfants 1975 : Prix Gold Star pour Tchou-tchou
- Festival international de films pour enfants et adolescents 1978 : Trophée de Salerno pour Tchou-tchou
- Annual Academy Awards / OSCARS 1978 : Oscar - catégorie: court métrage - animation pour Le Château de sable (The Sand Castle)
- Annual Childfilm Festival 1981 : Mention honorable pour Le Trésor des Grotocéans
- Festival international de films pour enfants et adolescents 1981 : Prix pour le meilleur film d'animation pour Le Trésor des Grotocéans
- Festival international de France du film pour l'enfance et la jeunesse 1981 : Prix du Centre National de la Cinématographie pour Le Trésor des Grotocéans
- Festival de film de Yorkton 1984 : Gerbe d'Or - catégorie: Meilleure production pour enfants assorti d'une bourse de 500$ décerné par la Queen City Junior Film Society pour Mascarade
- Festival de l'audiovisuel québécois ADATE (Association pour le développement de l'audiovisuel et de la technologie en éducation) 1985 : Prix ADATE décerné à la meilleure prise de vue (Co Hoedeman) pour Mascarade
- Festival de l'audiovisuel québécois ADATE (Association pour le développement de l'audiovisuel et de la technologie en éducation) 1985 : Certificat de mérite décerné à Co Hoedeman - catégorie: Films réalisés par l'État pour Mascarade
- Festival international de cinéma d'animation / CINANIMA 1987 : Prix spécial du Jury pour Charles et François
- Festival de l'audiovisuel québécois ADATE (Association pour le développement de l'audiovisuel et de la technologie en éducation) 1987 : Prix spécial du Jury décerné pour l'innovation dans le traitement cinématographique pour Charles et François
- Festival de l'audiovisuel québécois ADATE (Association pour le développement de l'audiovisuel et de la technologie en éducation) 1987 : Prix ADATE (Association pour le développement et l'application de la technologie en éducation) - catégorie: Films réalisés par l'État pour Charles et François
- World Festival of Animated Film 1989 : Prix du meilleur film - catégorie: Films de plus de 15 minutes pour Charles et François
- Festival international du film pour enfants, Chicago 1989 : Mention spéciale pour La Boîte (The Box)
- Festival international du film et de la vidéo, Sacramento 1991 : Prix Étoile d'Or pour La Boîte (The Box)
- International Film and Video Festival, Columbus 1991 : Mention d'honneur - categorie: Education pour La Boîte (The Box)
- Festival international de films documentaires et d'animation 1997 : Mention d'Honneur pour Le Jardin d'Écos (The Garden of Écos)
- Festival international du film pour enfants 1997 : Mention d'honneur - catégorie: Film ou vidéo d'animation décerné par le Jury adultes pour Le Jardin d'Écos (The Garden of Écos)
- Festival du cinéma international en Abitibi-Témiscamingue: Prix Animé TVA 1998 pour Ludovic, une poupée dans la neige
- Festival Internacional de Cine Para Ninos - La Matatena 2005 : Mention spéciale du Jury enfants pour Le Théâtre de Marianne
- ALE KINO / Festival international de films pour enfants, Pologne 2011 : Prix "Platinum Goats" pour 55 chaussettes (55 socks)

## Rétrospectives et expositions
- 1981 : Musée des beaux-arts de Montréal[9]
- 2003 : La Cinémathèque québécoise lui consacre une exposition, Les Jardins de l'enfance[10], reprise au Musée-château d'Annecy en 2005